# Chacharramendi
Chacharramendi is een plaats in het Argentijnse bestuurlijke gebied Utracán in de provincie La Pampa. De plaats telt 313 inwoners.